# Vittorio Hösle
Vittorio Hösle, né le 25 juin 1960 à Milan, est un philosophe germano-américain, qui enseigne depuis l’année 1999 à l'université Notre-Dame, aux États-Unis.

## Biographie
Jeune surdoué, Hösle se découvre très tôt un don pour les langues et devient rapidement un polyglotte impressionnant, parfaitement à l'aise dans la plupart des langues européennes contemporaines et anciennes, mais aussi en russe et en sanskrit. C'est à seulement 21 ans qu'il soutient une thèse intitulée « Le système d'Hegel », qui produisit un certain effet sur la communauté hégélienne internationale.
Il est aujourd'hui un des principaux représentants de l’idéalisme objectif d’inspiration hégélienne. Il est aussi connu pour avoir prolongé et radicalisé le programme de la pragmatique transcendantale de Karl-Otto Apel, ainsi que pour avoir développé sa philosophie de la nature et son éthique dans le sillage de Hans Jonas. Pourtant, quel que soit son immense respect pour ses maîtres et les figures marquantes de l’idéalisme allemand, Hösle se situe toujours dans un rapport critique avec ses prédécesseurs.
Philosophe désormais internationalement reconnu (il a enseigné à Moscou, Naples, Porto Alegre, Séoul, Trondheim et New York), il s’engage régulièrement dans les débats publics et s’attache à aborder philosophiquement les grands problèmes de son temps, comme celui de la crise écologique : il a tenu sur ce sujet une série de conférences en Russie, en 1990, à la suite de l’invitation de l’Académie des sciences de l'ancienne Union soviétique, qu'il a publiée sous le titre Philosophie de la crise écologique.
Son opus magnum, Moral und Politik (paru en 1997 en allemand et en 2004 en anglais) examine les fondements d’une politique légitime au XXIe siècle.

### Ouvrages parus en français
- L'idéalisme objectif, trad. S. Costa, B. Goebel et J. Schmutz, Paris, Éd. du Cerf, coll. "Humanités", 2001, 128 p. Traduction de : "Begründungsfragen des objektiven Idealismus", in Philosophie und Begründung, Forum für Philosophie Bad Homburg (dir.), Francfort-sur-Main, 1987.
- La crise du temps présent et la responsabilité de la philosophie, trad. M. Géraud, Paris, Éd. champ social, 2004. 300 p. Traduction de : Die Krise der Gegenwart und die Verantwortung der Philosophie. Transzendentalpragmatik, Letztbegründung, Ethik
- Philosophie de la crise écologique, trad. M. Dumont et D. Parenteau, Marseille, éd. Wildproject, 2009, 250 p. [rééd. poche 2011, Payot, coll. "Petite Bibliothèque Payot",  (ISBN 9782228906791)] Traduction de : Philosophie der ökologischen Krise

### Ouvrages parus en allemand
- Wahrheit und Geschichte. Studien zur Struktur der Philosophiegeschichte unter paradigmatischer Analyse der Entwicklung von Parmenides bis Platon, Stuttgart-Bad Cannstatt, 1984.
- Hegels System. Der Idealismus der Subjektivität und das Problem der Intersubjektivität, Hamburg, 1988.
- Die Krise der Gegenwart und die Verantwortung der Philosophie. Transzendentalpragmatik, Letztbegründung, Ethik, Munich, 1990.
- Philosophie der ökologischen Krise, Munich, 1991
- Moral und Politik. Grundlagen einer Politischen Ethik für das 21. Jahrhundert, Munich, 1997.
- Darwin (avec Christian Illies), Freiburg/Basel/Wien, 1999.
- Woody Allen. Versuch über das Komische, Munich, 2001.
- Das Café der toten Philosophen. Ein philosophischer Briefwechsel für Kinder und Erwachsene (zus. mit Nora K.), Munich, 2. Auflage 2001.
- Platon interpretieren, Paderborn, 2004.
- Der philosophische Dialog, Munich, 2006.